# Rolando Ribera
Rolando Ribera (Trinidad, 13 marzo 1983) è un allenatore di calcio ed ex calciatore boliviano.

## Caratteristiche tecniche
Giocava come mediano.